# Quena
La quena (qina ou encore kkhéna, en quechua), quéna, ou kena, est un instrument à vent sud-américain issu du métissage entre les instruments de la famille des bois propres à la civilisation andine et ceux issus de la civilisation occidentale, dont elle reprend l'échelle chromatique. Rattachée au groupe des flûtes andines, la quena moderne est largement utilisée bien sûr dans la musique andine, mais aussi dans les musiques latines en général, plus particulièrement dans la partie hispanophone de l'Amérique du sud.
La quena a la particularité de ne posséder aucun système rigide de guidage du flux d'air sur le biseau, c'est donc au musicien de l'orienter et de le concentrer sur l'encoche de manière à produire le son désiré. C'est cette particularité qui offre au quéniste une liberté de jeu importante et produit — associée aux qualités sonores du matériau employé le plus fréquent : la canne ou roseau de la haute forêt amazonienne — le timbre propre à l'instrument, velouté et riche en harmoniques.
Sa prise en main est néanmoins réputée difficile pour un débutant et bien que la quena soit comme les flûtes à bec une flûte droite, verticale, isolée et à trous de jeu, la production du son est très différente de celle de la flûte à bec et se rapproche davantage de celle des flûtes traversières (tout au moins pour ce qui concerne l'interaction entre les lèvres et le souffle du musicien d'un côté, et l'embouchure de l'instrument de l'autre). Le modèle standard muni de sept trous mesure entre 37 cm et 40 cm, est accordé en sol3 et permet de jouer sur un registre de trois octaves avec une échelle chromatique. La variante plus longue, généralement accordée en ré3, au son grave et "chaud", est appelée quenacho. À l'opposé, les modèles plus courts accordés du si4 au ré#4 produisent un son plus aigu et sont appelés quenali ou quenilla. Ces derniers se retrouvent traditionnellement plutôt dans les zones amazoniennes que dans les zones andines. C'est ainsi qu'en France, on retrouve le kapau yetpë pratiqué par les amérindiens de Guyane dont le son est plus aigu encore.
Aujourd'hui pratiquée par des quénistes du monde entier, le plus ancien instrument de type quena, attribué à Homo Sapiens, date d'il y a 35 000 ans et la plus ancienne quena andine, retrouvée en Argentine, date de 2130 av. J.-C. Cependant, il n'est pas, pour le moment, établi de parenté directe entre ces instruments paléolithiques et la quena andine moderne. Au départ rudimentaire, la quena se perfectionne au sein des différentes civilisations andines et sa conception devient de plus en plus régulière et normée. Au moment de la fin l'empire inca et des premiers contacts avec les occidentaux, les quenas correspondaient au système pentatonique propre à la musique traditionnelle andine ou plus exactement pentaphonique - division de l'octave par 5 et 10, comme les lithophones asiatiques préhistoriques, et non comme la gamme occidentale divisée par 6 et 12 (gamme chromatique). Elles étaient jouées dans tous les milieux sociaux de l'empire,. Après la conquête espagnole, leur conception s'aligne progressivement sur l'échelle chromatique occidentale, les rendant aptes à jouer les œuvres du répertoire classique européen et de la musique métisse. Le développement de la musique andine sur la scène globale des musiques du monde dans les années 1950-1960 permet aux instruments andins tels le charango, la flûte de pan, le cajón et la quena de sortir des frontières de l'Amérique du Sud et de se diffuser dans le reste du monde. C'est également à cette époque que certaines quenas, originellement presque exclusivement jouées par des hommes et conçues pour ces derniers, adoptent une disposition des trous plus ergonomique ce qui permet l'apparition de quénistes féminines. Par la suite elle a été adoptée par différents genres musicaux, particulièrement le jazz et le tango nuevo, quelquefois le Flamenco nuevo, mais aussi elle participe parfois à la résurgence de la musique ancienne et de la musique baroque en Europe, et s'autorise même quelques incursions dans l'univers du rock.
La quena est, au début du XXIe siècle, un instrument largement diffusé dans la société sud-américaine. À côté des instruments modernes et de précision, on retrouve en effet, dans les quartiers pauvres et les bidonvilles, des instruments faits de matériaux de récupération, mais il subsiste également, au sein des populations rurales et autochtones andines, amazoniennes et du plateau des Guyanes, des formes locales de fabrication traditionnelle à échelle musicale variable. Elle est même aujourd'hui largement répandue dans le monde entier, notamment en France, aux États-Unis, au Japon où elle retrouve son “cousin” le shakuhachi.
Elle a été popularisée et enseignée en France par des groupes tel Pachacamac. Des luthiers français (Jeff Barbe, Pierre Etchegoyen et d'autres) en ont assuré la production ici. Elle a même été fabriquée lors de stage (Eolocs, etc.) par les futurs musiciens eux-mêmes.

## Autres appellations
Selon les régions des Andes et d'Amazonie où elle s'est répandue, elle porte de nombreux noms vernaculaires : kena-kena, khena, quena-quena (tailles différentes : quena mala, quena mediana), phusipia quena (ou pusipía ou pusi p'iya, tailles : taikapusipia, malta, liku), quenilla, kenali, kapau yetpë, quenacho (ou kenacho ou encore pha'laata), lichiwayu (ou lichiguayo, tailles : paqi, taipi, qolta), paceño (tailles : mala et ch'ili), ou chokela, et encore tocana, pito, chilo, chiska, machu quena (ou ocona), kamacheña...

## Historique de l'instrument

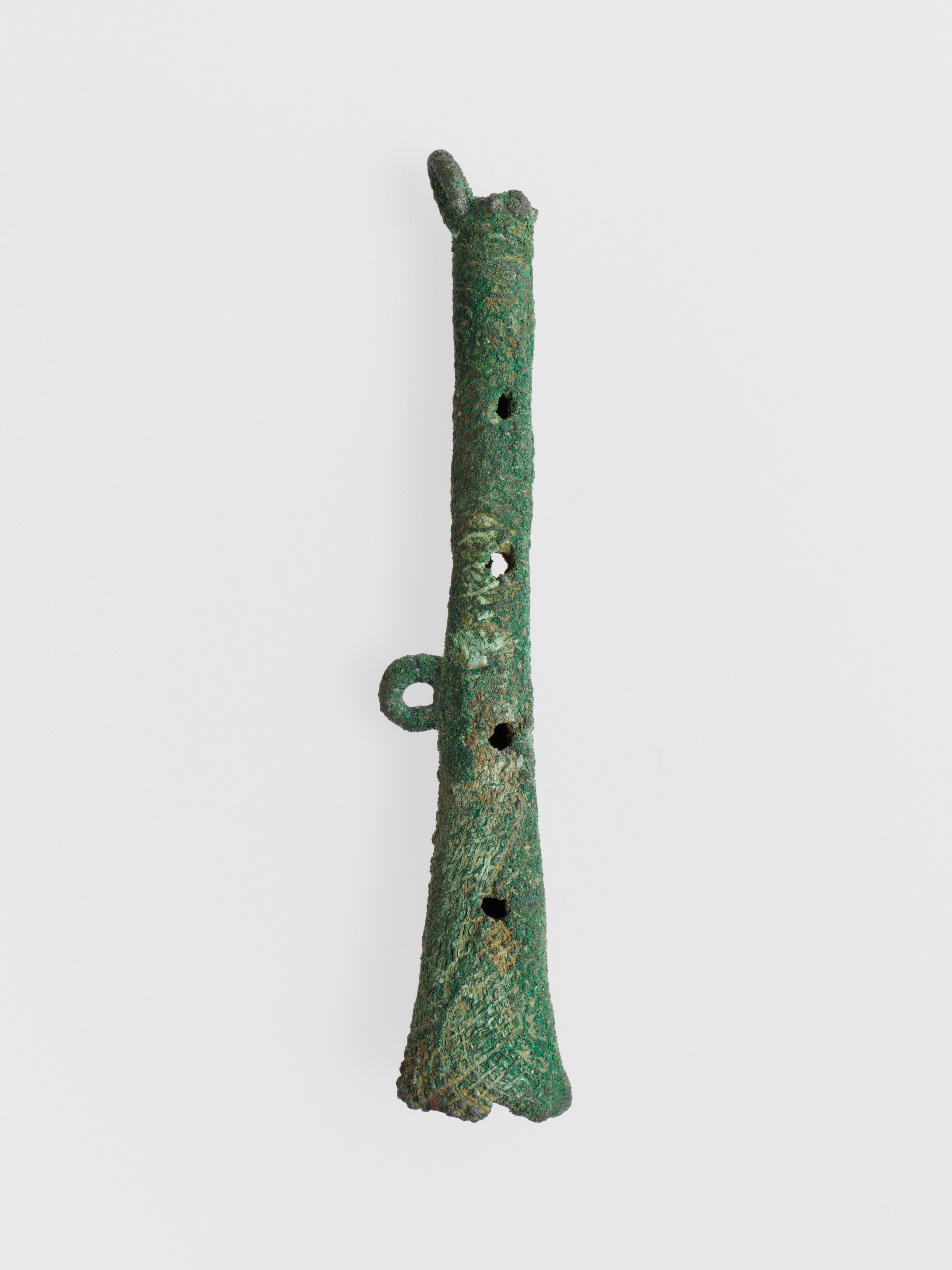
Petite Kena en cuivre (9.9 cm), culture Mochica (?), vers 200 ap. J.C..

Parmi les exemplaires les plus anciens de Quena andine, on a trouvé des flûtes à encoche en os à trois trous fabriqués par une société de chasseurs, pasteurs et horticulteurs du site archéologique d’Inca Cueva (Province de Jujuy, Nord-Ouest argentin, vers 2130 av. J.-C.). C'est d'ailleurs dans une autre partie du même site, nommée Inca Cueva IV ou Cueva de las Momias, dans la Quebrada (ou canyon) de Chulin (Jujuy, Andes argentines), que l'on a trouvé les plus anciennes momies naturelles connues au monde datant de plus de 6 000 ans.
On retrouve la même Kena dans les mains d’une momie du site archéologique funéraire de Sequitor qui appartient à la culture « San Pedro » (région de San Pedro de Atacama, au nord du Chili), berceau du peuple Atacameño. Ce peuple est parfois nommé en français : Atacamas, et se nommait lui-même : Licanantay ce qui dans leur langue récemment éteinte, le Kunza, signifie « les habitants du territoire ». Sa trace remonte selon les sources jusqu’à 400 ou 500 ap. J.-C., et peut même être suivie jusqu’à 500 av. J.- C., quand d’autres sources indiquent que le site de l’oasis de San Pedro de Atacama était déjà occupé il y a 11 000 ans, et fut annexé à l’Empire Inca au XVe siècle de notre ère par le Sapa Inca X : Túpac Yupanqui.
Plus tard, on retrouve des kenas antiques dans les vestiges de la plupart des cultures pré-incaïques de la région, qu’elles soient côtières : cultures Chavín (1000 à 200 av. J.-C.), Nazca (200 av. J.-C. à 600 ap. J.-C.), Lima (100 à 650 ap. J.-C.), Moche ou Mochica (100 à 700 ap. J.-C.), Chincha (1000 à 1450 ap. J.-C.), Chancay (1200 à 1470 ap. J.-C.), ou montagnardes : culture Chicha (es), et bien sûr Inca (1200 à 1533 ap. J.-C.).
Sur ce sujet de l'ancienneté des instruments de musique, il faut d'ailleurs noter que les plus anciens découverts jusqu'ici dans le monde sont des flûtes, justement de type quena, en os de vautour (grotte de Hohle Fels, en Allemagne : 35 000 ans avant le présent), et peut-être même une flûte néandertalienne d'environ 45 000 ans avant le présent encore controversée, en os d'ours des cavernes, la Flûte de Divje Babe en Slovénie, elle aussi de type quena. Ceci ne signifie pas forcément que ces flûtes sont les plus anciens instruments de musique de l'histoire de l'humanité, mais que les éventuels instruments à cordes ou à percussion de ces temps reculés étaient peut-être fabriqués dans des matériaux qui se conservent moins bien que l'os dont sont faites ces flûtes.

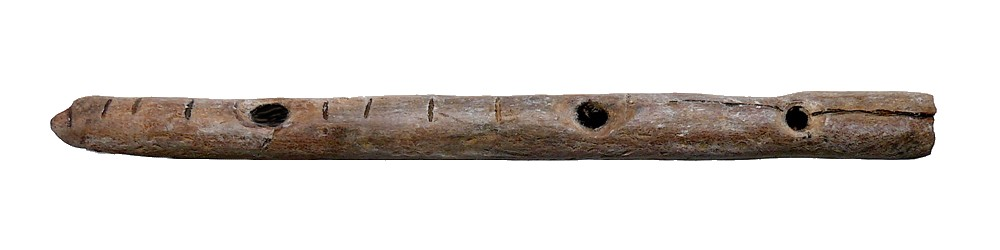
Flûte paléolithique tubulaire en os de type kena, période aurignacienne (environ 35000 AP), site préhistorique de Geißenklösterle en Souabe (proche du site de Hohle Fels), dans le Sud de l'Allemagne.

La quena moderne est apparue au XVIe siècle ; elle dérive à la fois de la quena préhispanique, qui avait 5 trous au maximum, et de la flûte à bec européenne. On la trouve aujourd'hui au Pérou, en Bolivie, en Argentine, en Équateur, au Chili, en Colombie, au Venezuela et en Guyane.
On l'appelle aussi parfois en France, depuis les années 1960, « Flûte indienne » ou « Flûte des Andes », appellations un peu ambiguës du fait qu'il existe d'autres types de flûtes indiennes que la Quena dans les Andes (110 types environ recensés d'après le kéniste et musicologue Alejandro Vivanco), comme l'Antara, le Siku, la Flûte traversière, le Mohoceño, la Tarka, le Pinquillo (etc.) qui répondent à d'autres types génériques de flûte et n'en sont pas moins “indiennes” ni moins “andines” que la quena. 
Toujours est-il que cette appellation un peu abusive indique clairement que la quena est, avec toutes les sortes de flûtes de Pan des Andes, la plus connue des “flûtes indiennes”, peut-être à cause de sa dimension mythique et sacrée originelle et de sa grande diffusion dans le monde d'aujourd'hui ; peut-être aussi parce que c'est elle qui portait le thème du grand standard international de musique du monde (ici musique andine) : El cóndor pasa lors de sa résurgence en France à la fin des années cinquante (avec les groupes Achalay puis Los Incas), thème créé au Pérou en 1913.

## Facture

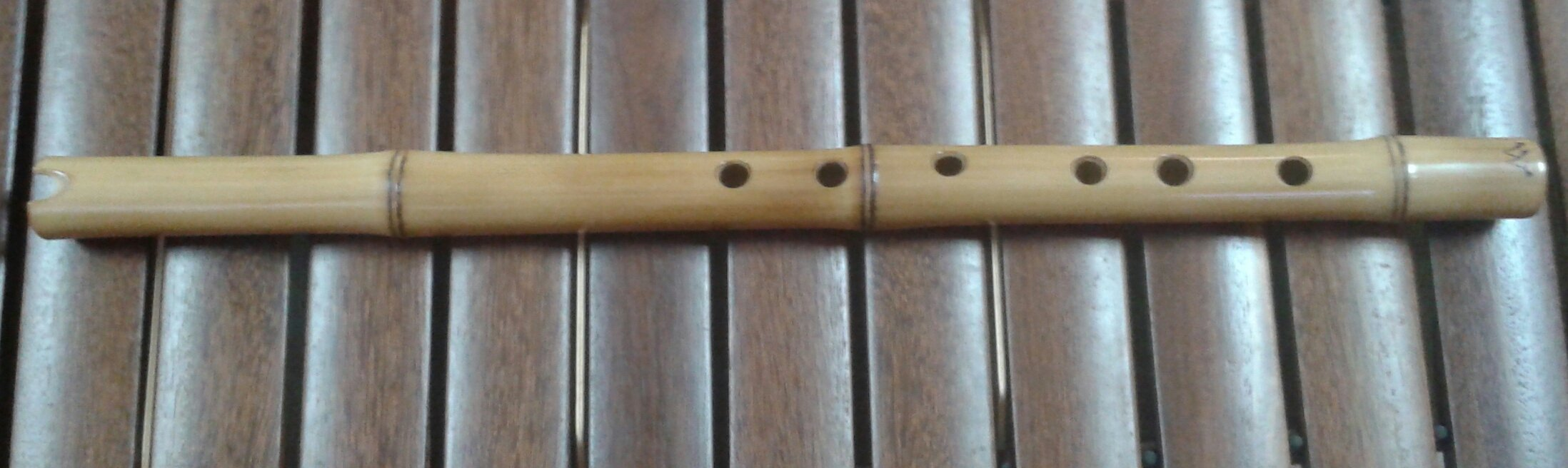
Quenacho fabriquée en Argentine.

Les différentes parties d'une quena

Rattachée à la famille des flûtes andines, elle est l'un des quatre modèles principaux de cette famille de flûtes, avec les diverses sortes de flûtes de Pan, flûtes à bec et flûtes traversières. C'est une flûte verticale, droite, composée d'un tube unique creux et ouvert à ses deux extrémités : l'extrémité supérieure comporte une encoche de forme variable, et le tube compte sur la moitié inférieure de sa longueur de 4 à 8 trous de jeux (le plus souvent 6 aujourd'hui) sur l'avant, dans l'alignement de l'encoche, et aussi généralement un trou à l'arrière pour le pouce. On retrouve la même structure d'instrument dans de nombreuses parties du monde, de la Chine (Xiao) au Japon (Shakuhachi) et à l'Afrique (au Mali et au Congo notamment), en passant par les Balkans ; sans oublier la flûte Aula des grecs anciens (instrument à vent faisant partie des αὐλοί -  auloï aux côtés de l'Aulos), ni le Khâlil moyen-oriental, flûte de roseau qu'on trouve dans la Bible (Isaïe, 30.29), appelée primitivement Ougâb (=chalumeau, voir : Genèse, 4.21). « Cependant, nulle part ailleurs qu'au sein des civilisations andines la flûte à encoche n'a connu pareille faveur ni pareil accomplissement ». (Xavier Bordes).

### Organologie
Dans la nomenclature de la classification du Système Hornbostel-Sachs, la quena correspond au code 421.111.12, à savoir : 
- 4 : il s'agit d'un aérophone (où le son est produit grâce aux vibrations de l'air sur une certaine fréquence ; ici il s'agit d'un instrument à vent proprement dit : c'est une colonne d'air qui est mise en vibrations provoquées par le souffle d'un instrumentiste) ;
- 42 : l’air vibrant est contenu dans le corps de l’instrument lui-même, (à la différence du Rhombe ou de la Harpe éolienne, par exemple, qui utilisent l’air ambiant statique, ou courant : le vent) ;
- 421 : l’instrument est de forme tubulaire et à biseau : un flux d’air en forme de ruban se brise sur une arête, (soit une flûte) ;
- 421.1 : c’est une flûte à embouchure libre, sans conduit d'insufflation : le jet est créé et mis en forme par les lèvres du musicien lui-même (à la différence des flûtes à bec qui ont un conduit intérieur et sont codées : 421.22, ou des Mohoceños qui ont un conduit extérieur et sont codés 421.21) ;
- 421.11 : l’instrument est longitudinal, vertical : flûte droite, à bouche terminale, le musicien souffle contre le bord aigu de l'extrémité supérieure du tuyau (comme pour le Naÿ ou Ney, bien que celui-ci soit joué le plus souvent en position oblique, ou encore comme pour la flûte de Pan), ici sur une encoche pratiquée sur l’arête de l'orifice (à la différence des flûtes traversières où l'embouchure est latérale et lisse, où l'orifice supérieur est bouché, et qui sont codées : 421.12 ; c'est à ce niveau que la quena se différencie de la flûte traversière),
- 421.111 : isolé (un seul tuyau à la différence des flûtes de Pan, par exemple, ou syrinx polycalames : qui comportent plusieurs tubes groupés, de longueurs différentes pour faire varier la hauteur du son, et codées : 421.112 ),
- 421.111.1 : ouvert : l'extrémité inférieure est ouverte, à la différence des flûtes globulaires comme les Ocarinas (421.221.42), ou les sifflets (421.221.11), ou la pifülka (421.111.21), ou encore les flûtes de Pan, qui sont tous fermés. Pour la quena, soit l'orifice inférieur est totalement ouvert comme l'embouchure, soit il correspond à un nœud du roseau, par exemple, et il est semi-fermé, la taille plus ou moins grande du trou pratiqué dans le nœud servant à l'accordage global de l'instrument[24],
- 421.111.12 :avec trous pour les doigts, afin de faire varier la hauteur du son en les bouchant / débouchant[24] (ce qui modifie la longueur de la colonne d’air intérieure au tube et donc la fréquence du train d’ondes qui produit le son, à la différence des flûtes de Pan qui sont sans trou de jeu, et où c'est la longueur différente des tubes qui module la hauteur du son)[25].

En résumé : la quena est un aérophone à air contenu dont un flux se brise sur un biseau, soit une flûte droite, verticale, isolée, ouverte, à encoche (sans conduit) et à trous de jeu.

### Les matériaux

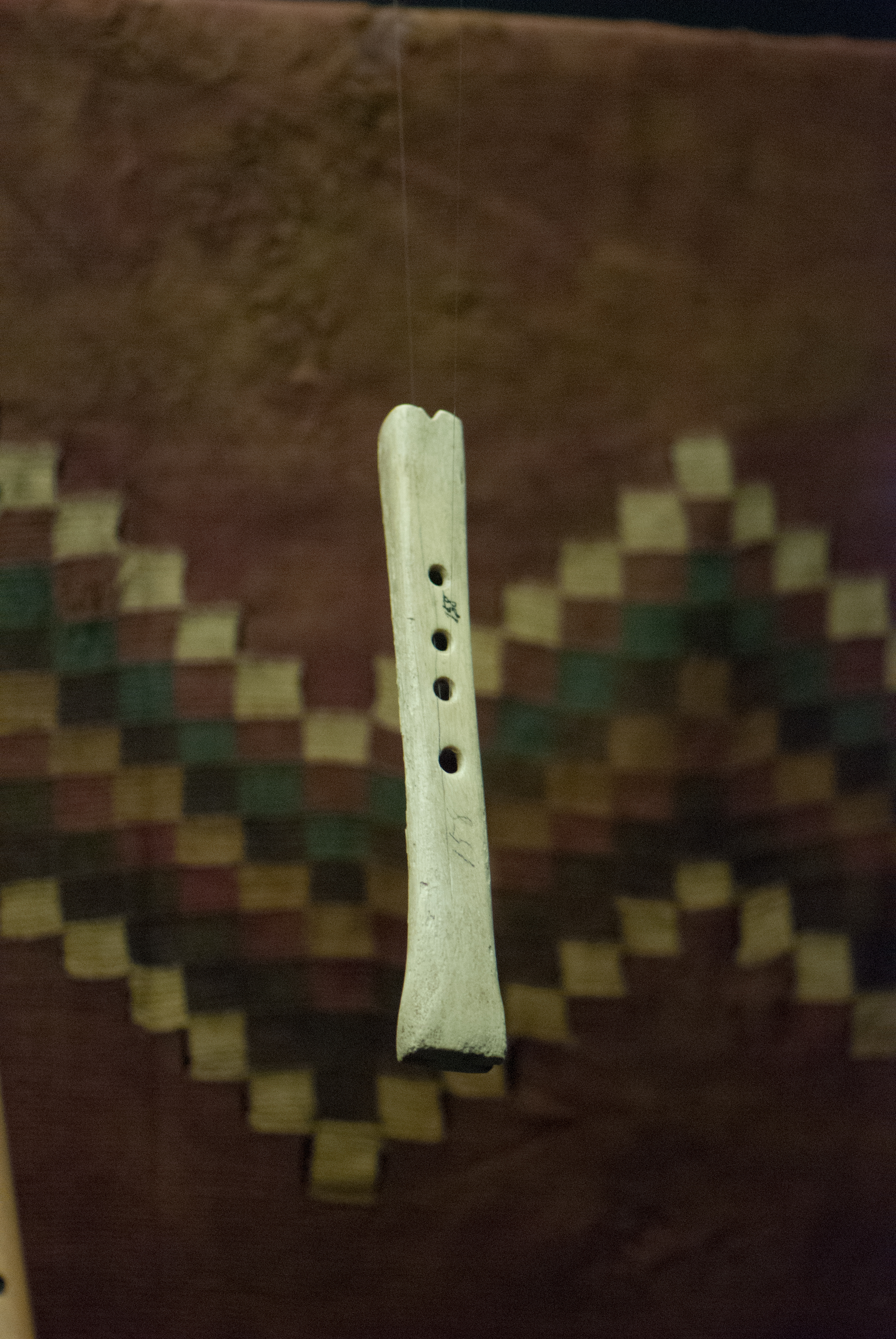
Quena précolombienne en os, sur fond de drapeau Wiphala. Photo prise à Leipzig (musée?) en 2012.

La quena est traditionnellement en bambou, en os et plus rarement en pierre, en terre cuite ou en calebasse. Aujourd'hui, le bois, le métal, la fibre de carbone et les résines synthétiques, plus robustes, sont parfois utilisés. Généralement, c'est le bambou ou la canne de la lisière de l'Amazonie, poussant dans la forêt de nuage des Yungas, qui est employé et souvent préféré (et non le roseau du type « balsa », ou en fait le jonc flottant appelé totora, matériau dans lequel sont faites les embarcations du lac Titicaca, qui n'est pas creux mais fibreux à l'intérieur).
Les matériaux utilisés ont également évolué : à l'origine, dans l'ère précolombienne, les quenas sont faites de bambou amazonien ou d'os, ou encore en argile cuite, en calebasse, en métal (argent ou même en or) ou enfin en pierre volcanique très dure (onyx, jade, obsidienne) : comment faisaient les précolombiens pour tailler des tubes et des trous aussi précisément dans des matériaux aussi durs et cassants, sans la connaissance des métaux les plus durs ?  

« Quand on songe au temps qu'il faut à un artisan péruvien ou bolivien actuel pour acquérir la dextérité nécessaire à la fabrication d'une simple Kena en roseau, tant la justesse de la sonorité ou la facture de l'encoche sont pleines de subtilités (alors que cet artisan dispose de nos outils [et de nos instruments de mesure] actuels), on reste confondu de la patience et de l'habileté qu'il a dû falloir pour obtenir certains instruments découverts au cœur des tombes, construits [dans ces pierres dures], et qui rivalisent pourtant, mise à part leur gamme franchement pentatonique, avec les meilleures Kenas d’aujourd’hui. »

#### La canne

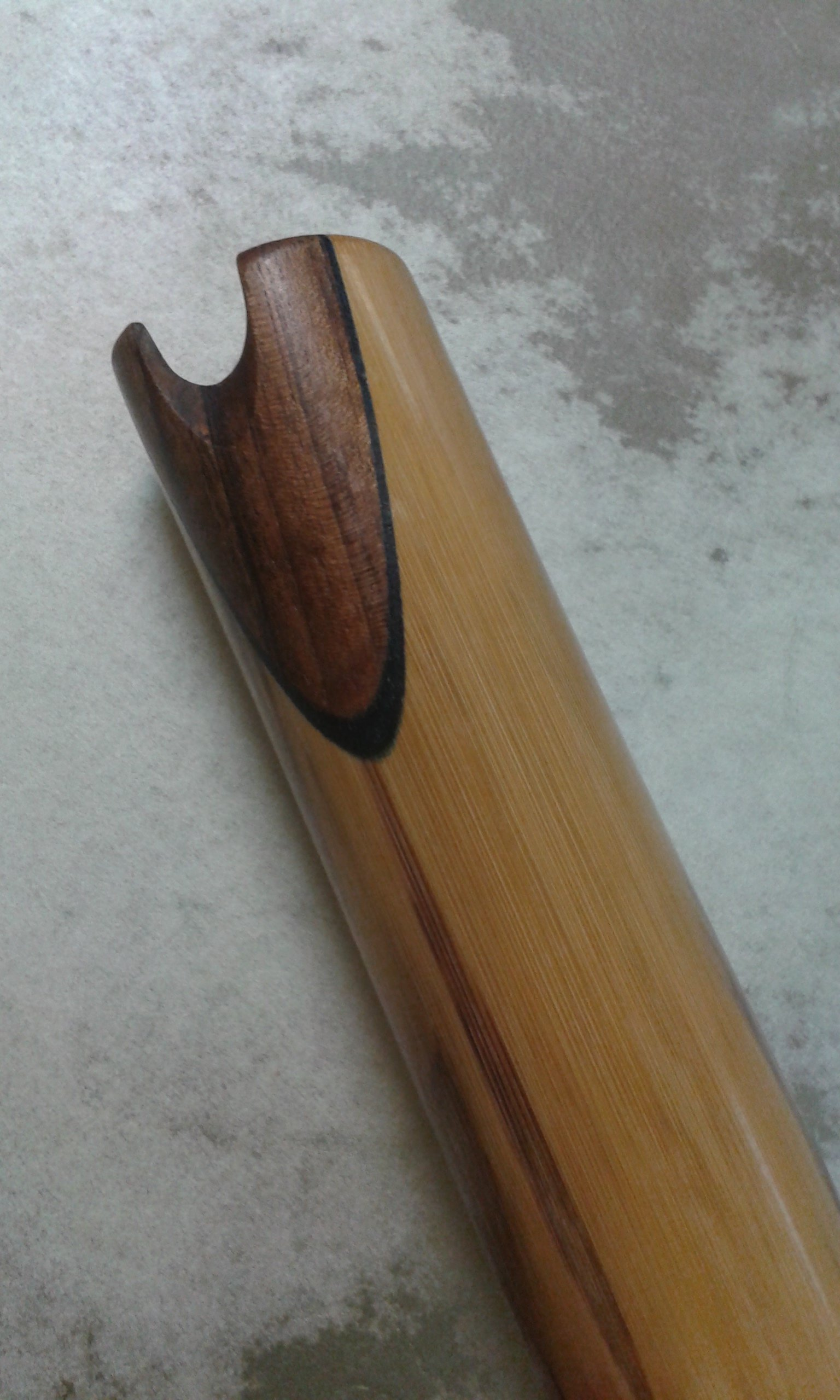
Détail de l'embouchure d'une kena de canne (bambou ou roseau) avec incrustation de bois précieux pour renforcer et surélever l'encoche, du luthier argentin Ángel Sampedro del Río (Un mundo de bambú).

Aujourd'hui, bon nombre de quenas modernes sont en bambous asiatiques, désormais plus abondant que le roseau des Andes : celui-ci commence à se faire rare, « étant donné la pression écologique que subissent les zones humides andines où il pousse naturellement... ».
Mais, malgré cela, et peut-être encore plus, « le matériau favori demeure le roseau très dur et dense des régions andines, dont la sonorité, encore améliorée par des "recettes" qui sont le secret des artisans [ou luthiers des Andes], peut atteindre une qualité incomparable » (Ramón Rúpac Inclán),. C'est pourquoi « le matériau le plus employé dans la fabrication des quenas est encore la canne. C'est celui qui confère à l'instrument son timbre soyeux et enveloppant » (Edgardo Civallero). En effet, « c'est seulement lorsqu'elle est en canne que la quena exprime le mieux son timbre particulier, parce que la canne est plus poreuse [et fibreuse] que le bois » (Max Calloapaza Ortega). Ángel Sampedro del Río est plus nuancé lorsqu'il répond à la question "quelle est la meilleure, une quena en bois ou une quena en bambou?" : « Il n'y a pas une réponse pour tous les cas [cela dépend donc un peu du goût de chacun, NDT]. Mais cela dépend, en premier lieu, de la qualité du travail de lutherie appliqué à l'instrument. En ce sens, le type de matériau passe au second plan ».
Certes, pour Edgardo Civallero, du fait des caractéristiques du matériau, le timbre des quenas en bois est dépourvu des harmoniques que procure la canne (ce qui peut se mesurer en physique acoustique). Leur son est donc plus "propre", plus clair et moins velouté que celui des quenas en canne de roseau. Néanmoins, selon les essences de bois précieux choisies, la sonorité du bois sera bien différente de celle de la canne ou s'en rapprochera, et tout dépend alors de l'effet recherché : par exemple, une quena en ébène aura un son très précis, brillant et presque "coupant", plus proche des flûtes européennes, permettant au musicien d'exprimer toute sa virtuosité, sa vélocité et sa versatilité, dans tous les genres de musique, et pas seulement la musique andine ; une quena en cocobolo ou en gaïac sera très puissante (plutôt en extérieur, donc) ; alors qu'une quena en "moradillo" ou une "quena dorada" (voir section suivante) auront un son plus chaud et "onctueux". Edgardo Civallero ajoute que dans les aires traditionnelles, on a parfois utilisé des branches d'arbres perforées au fer rouge pour fabriquer des quenas et autres flûtes. Mais leur son n'est pas très apprécié par les quénistes urbains.
Toujours est-il que c'est peut-être pour ces raisons de sonorité unique et d'harmoniques exceptionnelles, et malgré sa stabilité moindre et son accordage plus difficile, que le roseau est préféré par de nombreux musiciens (peut-être aussi par souci d'authenticité), mais aussi conservé dans les recherches les plus avancées des luthiers contemporains, même si celui-ci est associé à l'os ou à des essences de bois ou de métaux précieux (or, argent) pour l'encoche (afin de favoriser sa précision et sa durabilité), mais aussi en raison de la cherté de ces métaux et bois tout aussi précieux.
Le nom vernaculaire le plus courant du bambou (ou plutôt roseau) employé dans les Andes pour confectionner les flûtes est « la caña mamaq » des régions forestières d’altitude. La canne "castel mamaq" aux parois épaisses s’emploie pour les grandes quenas graves, les grands mohoceños ou les grandes flûtes de Pan (ou antaras) ; la canne "bombilla mamaq", aux parois plus fines, pour les quenas standards ou les petites quenas. Mais par ailleurs, en fonction de la taille de l’instrument, de la disponibilité du type de canne selon le lieu, en plus de la canne mamaq péruvienne, on utilise parfois les cannes chuqui, sokhosa ou suqusa, tacuara, tacuarilla, "caña Castilla", ou "carrizo de Castilla", les cannes de Huánuco et Chanchamayo, la "caña amarilla", la "caña blanca", la caña tokhoro ou tuquru, la quirqui ou kirki, la sukus ou suju suju, les gádua, charro, cañahueca, caña brava…
« Chaque variété de canne, selon son espèce, sa qualité, sa rugosité interne, l’épaisseur de sa paroi, la forme (circulaire ou elliptique) de sa coupe, ses marques ou défauts, le temps et les conditions de ses séchage et stockage, sonne de manière différente. On préfère la canne longuement séchée à l’ombre, de section bien circulaire, bien lisse intérieurement, de fibre continue et dense. Comme on ne prend pas en compte autant de paramètres en milieu traditionnel, certaines de ces quenas des communautés villageoises indiennes sonnent étrangement aux oreilles des musiciens occidentaux ou de ceux de l’aire urbaine. » Edgardo Civallero.

#### Les bois précieux

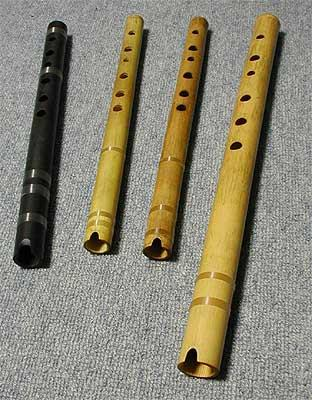
Différentes quenas : un quenacho (à droite) et deux quenas en roseau brut (non verni), puis une quena en bois d'ébène (à gauche). Elles auraient été fabriquées par le luthier argentin Daniel D'Amico.

L'autre matériau souvent utilisé, c'est le bois précieux. Étant donné la complexité qu'implique la production d'un tube ouvert, parfaitement cylindrique et de parois assez fines à partir d'un bloc de bois, ce matériau est utilisé principalement par les charpentiers ou ébénistes qui ont une expérience du maniement des machines-outils de tournage sur bois, et par les luthiers spécialisés.
Les essences de bois préférées appartiennent aux bois "réflecteurs" locaux les plus durs et denses (ou parfois semi-durs), tels que le palissandre d'Amazonie (genre Dalbergia, famille des Fabaceae, nommé Jacaranda au Brésil ou Jacarandá et Moradillo en Bolivie), ou le Palo santo, (Bulnesia sarmientoi), mais aussi l'ébène (genre Diospyros, non local), et particulièrement l'espèce voisine : la grenadille du Mozambique (Dalbergia melanoxylon), et d'autres essences du genre Dalbergia (comme le palissandre et la grenadille) : les "cocobolo", "morado violeta" et "palo violeta" (peut-être le bois de violette en français), ainsi que d'innombrables autres essences de bois portant des noms vernaculaires tous plus savoureux les uns que les autres comme les : "diablo fuerte" (diable fort), "madera de oro" (bois d'or, qui donne une quena dorada), "naranjillo", "nazareno" (amarante), "amarello", "guayacán" (gaïac), "kuta negra", "kina-kina", "cuchi", "vívora", "mamoki", "guayuvira",, "urunday", "algarrobo", "curupay", "grevilea", "itín", "zebrano", "cancharana", "bocote mexicano", "katalox mexicain", "anchico", "maclura", "clavo de pino" (clou de pin), et même en bois d'olivier, etc..

#### Autres matériaux
On trouve aussi des quenas en métal, en os de vache, en fibre de carbone ou en résines synthétiques. Mais aussi, comme dans l'antiquité, en calebasse fine, en argile cuite et aussi en pierre, quoique des pierres différentes de celles des anciennes quenas préhispaniques : aujourd'hui plutôt en stéatite, grès ou schiste.
Même si, on l'a vu, l'os est assez souvent utilisé en incrustation pour la tête ou l'encoche de la quena, en revanche les quenas tout en os sont aujourd'hui rares. On peut néanmoins en trouver en os de patte de parina (flamant des Andes), d'aile de pélican ou de condor, ou en tibia de lama, de cerf ou de puma. Mais, selon Edgardo Civallero, étant donné leur longueur, leur diamètre et leur section irréguliers, leur courbure et leur porosité éventuelles, ce sont le plus souvent des quenas au son aigu et fluctuant, difficiles à jouer.
La quena reste toutefois un instrument à diffusion large au sein de la société sud-américaine. Ainsi les instruments modernes de conception haut de gamme cohabitent avec ceux fabriqués en matériaux de récupération dans les bidonvilles, mais également avec ceux issus de la production traditionnelle rurale ou encore avec les créations do it yourself associées à la culture underground. C'est ainsi que l'on trouve des quenas faites avec des tuyaux en PVC pour les canalisations ou les gaines électriques. Celles-ci sont très appréciées dans les zones géographiques où la canne se fait rare ou même disparaît. La qualité de leur sonorité est, sinon vraiment inférieure, au moins bien différente de celle du roseau et du bois.

### L'encoche

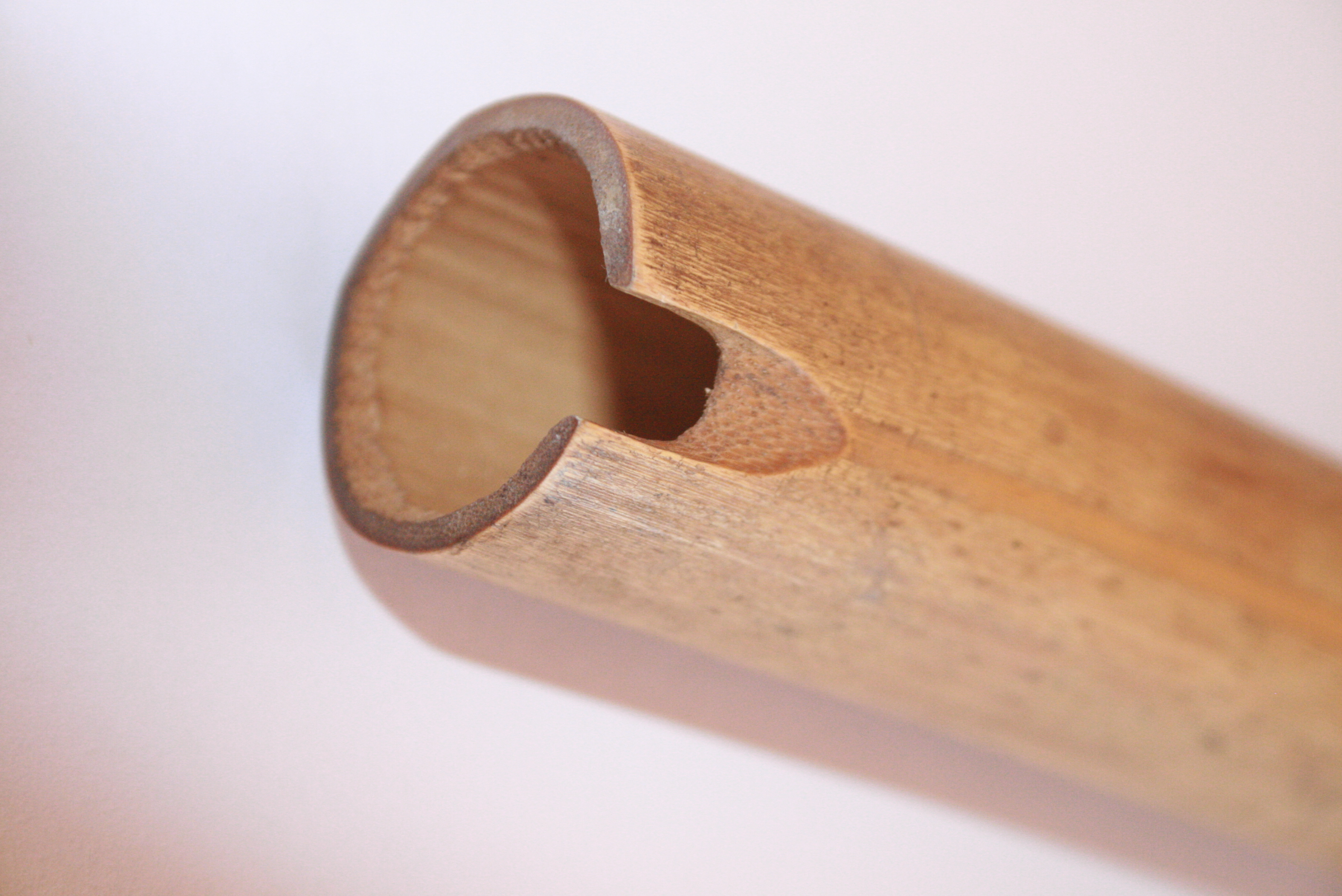
Gros-plan sur l'embouchure d'une quena avec son encoche.

La quena est munie à son orifice supérieur d’une embouchure à encoche le plus souvent en forme de « C », de « U » ou de « V », mais celle-ci peut également être rectangulaire. Cette encoche est décisive non seulement pour la production du son mais aussi pour la qualité de son timbre : « l'encoche réunit en un point minuscule une quantité de phénomènes d'aérodynamique et de vibration sensibles à des modifications de l'ordre du dixième de millimètre » [voire plus infimes encore]. Et en effet, selon sa forme, son amplitude et sa profondeur, le son produit peut changer radicalement : globalement, plus sa largeur augmente, plus la consommation de souffle et l'intensité du son augmente, plus la brillance et la clarté coupante du son augmente, et plus sa suavité veloutée diminue.
De plus, la forme de cette encoche a varié dans l'histoire, mais aussi selon les régions, les habitudes et les choix des luthiers et des musiciens.

### Les trous de jeu
Les trous de jeu sont en général circulaires, de taille variable mais nettement plus grands que les trous des flûtes à bec européennes. Parfois la forme du trou est ovalisée, parfois sa forme est plus originale, en forme de goutte, pour des raisons essentiellement esthétiques ou de "marque de fabrique", et peut-être aussi pour l’accordage de l’instrument. Certaines régions ont des trous plus grands, par exemple en Bolivie, la fermeture des trous par les doigts se faisant avec la deuxième phalange (phalange intermédiaire), parfois même la première (phalange proximale), et non pas l’extrémité du doigt (phalange distale) ; ceci est particulièrement vrai pour la grande kena grave, ou kenacho, dont les trous sont plus grands et plus distants les uns des autres, et pour éviter le décalage de l'auriculaire (en raison de sa petite taille, et si le dernier trou est aligné avec les autres donc non décalé sur la droite ou sur la gauche en fonction de la tenue de l'instrument).
Parfois le bord des trous est coupé net, parfois au contraire il est poli en arrondi et biseauté pour favoriser la couverture ergonomique du trou, faciliter le doigté des demi-tons à trou semi-fermé, ainsi que certains ornements et types de jeu "en glissando". Enfin, selon le luthier Angel Sampedro del Río, cette atténuation de l’arête du trou « favorise le son en réduisant ce qu’on appelle en acoustique la "viscosité du trou"», et une sorte d’adhérence à la pulpe du doigt. Les trous de certaines quenas bas de gamme sont brulés (percement par la chaleur d'un métal chauffé à blanc), et non percés par un instrument de perçage mécanique ou électrique.
On pourra consulter en ligne, quoiqu'en espagnol, un traité d'acoustique des instruments à vent traditionnels traitant de l'influence des trous de jeu sur la sonorité d'une flûte.

### Le corps
Le roseau soigneusement choisi et séché est généralement coupé entre deux nœuds. Le tuyau de la quena est percé de 5 ou 6 trous équidistants plus un trou au-dessous (parfois on en dénombre 8 en tout, parfois il n'y a pas de trou en dessous). Les plus courantes de nos jours ont 6 trous au-dessus et 1 trou au-dessous. Le sixième trou du bas était à l'origine un trou d'accord, et n'était pas utilisé. Aujourd'hui, il est utilisé et donne un sol grave pour la kena modèle standard.
D’une longueur moyenne de 37,5 cm (entre 25 et 50 cm) et d'un diamètre d'environ 2,5 cm, elle est en général en Sol Majeur avec une échelle chromatique. Selon Edagardo Civallero, pour obtenir la meilleure justesse des registres aigu et suraigu, le tube de la quena doit être le plus parfaitement cylindrique possible : les instruments de forme conique, à section elliptique, ou à courbure légère ont tendance à "mentir" dans ces registres.
Il existe bien des variantes avec leurs déclinaisons :

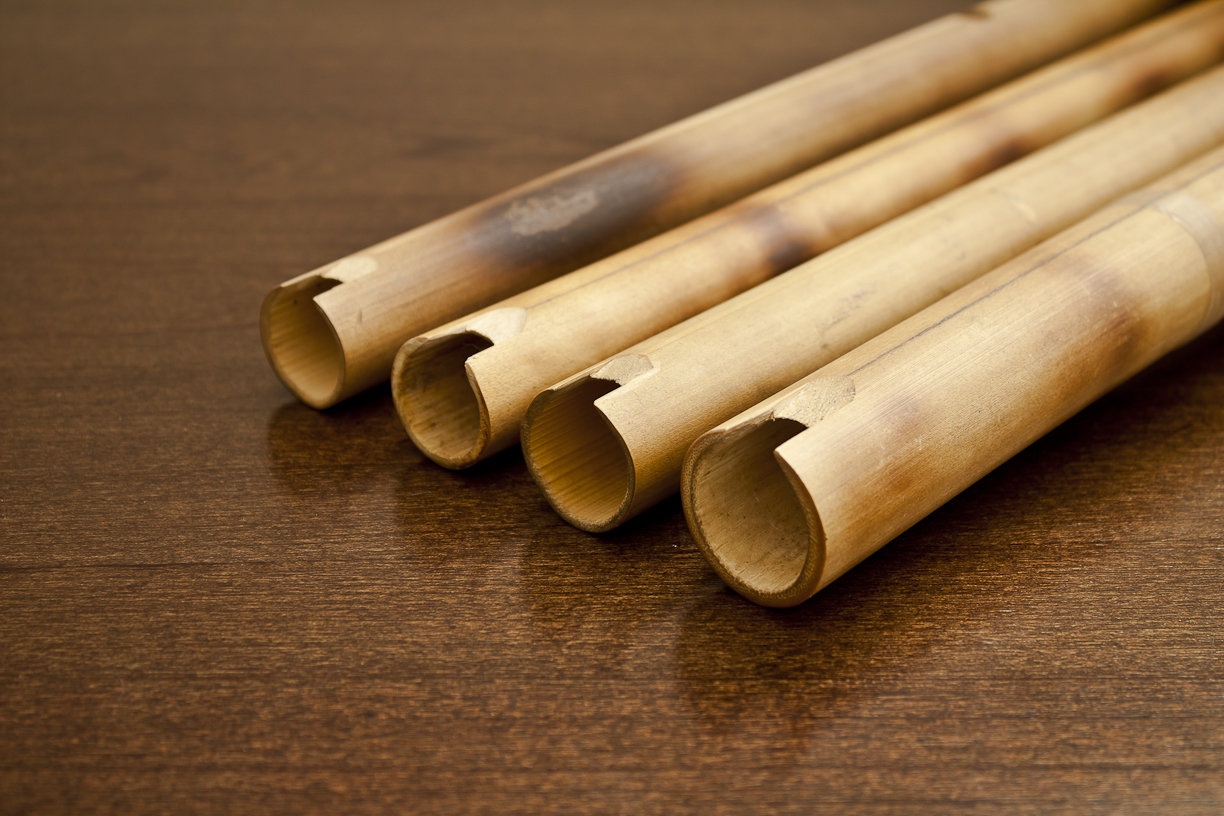
Quena-Quena, grande quena traditionnelle à encoche carrée, au son grave, et jouée en troupe de musiciens accompagnant la danse du même nom.

- la quena-quena, longue de 50 à 70 cm pour un diamètre de 25 mm, avec 7 trous de jeu, jouée parfois en paire avec la quena mala (ou quena mediana), à la quinte ;
- la pusiphia quena, de 72 cm de long, jouée en trio macululos : la taikapusiphia, la plus grande, joue la mélodie, la malta joue à la quinte, et la liku joue à l'octave ;
- la quenilla, plus petite,
- le quenacho, plus grand, accordé une quarte plus basse, en ré ;
- la lichiwayu, en bois, jouée par les Chipaya et les Aymaras en ensemble : paqi (58 cm), taipi (41 cm) et qolta (31 cm) ;
- la paceño, en deux tailles : grande (mala) et petite (ch'ili), à la quinte ;
- la chokela, en deux tailles elle aussi : guía (60 cm de long), et malta (de 40 cm à 45 cm de long)[68].

## Jeu
La quena a la particularité de ne posséder aucun système rigide de guidage de l'air sur le biseau : en l'absence de canal d'insufflation, donc, c'est le musicien qui doit diriger lui-même le pinceau d'air en l'orientant et en le concentrant de manière adéquate avec ses lèvres pour le briser sur l'encoche qui s'ouvre sur l'arête de l'orifice supérieur du tube de la kena (ou biseau). Ceci a pour effet de mettre en vibration la colonne d'air à l'intérieur du tube et de produire le son, vibration réverbérée qui entre en résonance amortie avec les fibres du roseau composant le tube, projetant l'onde sonore plutôt vers l'avant de l'instrument, et secondairement dans toutes les directions. C'est cette particularité de facture, d'abord l'encoche, puis les trous et le matériau, qui offre au quéniste une liberté de jeu importante et une forte souplesse expressive, et produit le timbre propre à l'instrument, velouté et riche en harmoniques qui « diffère passablement du timbre des autres types de flûtes par sa chaleur et sa puissance ». Sa prise en main est néanmoins réputée difficile pour un débutant et bien que la quena soit droite, son jeu est très différent de celui des flûtes à bec et se rapproche davantage de celui des flûtes traversières.

### Gamme, du pentatonique au diatonique
À l'origine, la gamme de la quena en os (retrouvée dans les tombes) ne permettait pas le jeu de nos tonalités, puisque son échelle musicale divisait l'octave en 5 ou 10 tons égaux (5 trous) qui donnaient une échelle légèrement différente de la division de l'octave en six ou douze. À l'arrivée des conquistadors, les instruments se sont un peu modifiés, afin de jouer à la fois les mélodies anciennes et les mélodies que l'on appellera de style mestizo.
C'est ce qui explique que les quenas anciennes, démarrant sur le la 370 du Moyen Âge (plus proche d'un sol dièse actuel), comportaient deux notes « fausses », le do 1/4 et le fa dièse qui était un fa 3/4, à l'endroit où l'écart entre l'échelle à dix intervalles et l'échelle à 12 intervalles s'écartaient le plus l'une de l'autre. Finalement, aujourd'hui, on a renoncé à cette gamme hybride qui permettait de jouer dans deux systèmes musicaux différents : celui des peuples précolombiens, d'origine asiatique (la quena est peut-être parente du shakuhachi), et celui venu d'Europe (majeur 2 tons 1/2 ton 3 tons 1/2 ton), qui l'a finalement emporté.

### Registre, échelle, doigtés
La quena dispose d'un registre de trois octaves, et parfois, avec les meilleurs instruments dans les mains des meilleurs quénistes, de quelques notes dans la quatrième octave suraiguë. La quena dite "standard" ou "professionnelle" est accordée, on l'a vu, en Sol Majeur (échelle diatonique avec la tonique en Sol), mais il existe des quenas "professionnelles" accordées dans d'autres échelles (Ré M, Fa M, Fa# M, Sol # M, La M) et dont les longueurs et diamètres varient proportionnellement à la hauteur souhaitée pour des raisons musicales ou de transposition (car la quena peut ainsi faire partie des instruments transpositeurs). La quena présente en fait aujourd'hui une échelle diatonique, mais, avec les doigtés appropriés (qui peuvent inclure aussi bien des "positions croisées" ou "en fourche" comme les doigtés de flûte à bec européenne, que des trous "semi-bouchés"), on parvient facilement à une parfaite échelle chromatique.
Aujourd'hui les huaynos, les danzante équatoriens, et autres musiques amérindiennes sont pentatoniques (à base de cinq notes), mais empruntées à la gamme chromatique occidentale, ce qui introduit le jeu de la note sensible, et des tonalités, ainsi que l'harmonie occidentale.
Les musiciens sud-américains noient la tonalité dans des accords équivoques, des successions de 7e ou de 9e, qui font passer d'un ton dans un autre sans qu'on sache très bien dans lequel on est. On en trouve des traces dans les enregistrements de Louis Girault pour le Musée de la Parole (Danza des los Khunturis, p. ex.), et dans les enregistrements très anciens de musique des Aymaras ou des Quechuas de Bolivie.

### Techniques d'articulation et de jeu
La quena étant dépourvu de systèmes de guidage de l'air sur le biseau elle offre de large possibilités au musicien à travers diverses techniques d'articulation. Cela se traduit par l'utilisation de différentes syllabes articulatoires qui permettent de donner de l'expressivité au jeu du queniste. Les syllabes les plus couramment utilisées sont « te », « de », « ke » et « gue ».
De plus, en tant qu'instrument ancestral et plus « rudimentaire » que les flûtes traversières européennes — lesquelles ont été pourvues de clés de jeu  et de plateaux (creux ou fermés) au cours de leur histoire, depuis le traverso ou flûte traversière baroque allemande —, la quena (ou kena) pour sa part ne comporte pas de clé (sauf dans les recherches de certains luthiers contemporains). C'est donc la pulpe des doigts du kéniste qui obture les trous de jeu de la quena ; de plus ces trous sont plus ouverts (ont un diamètre plus long) que ceux des flûtes à bec, ce qui permet des obturations du trou plus variées : trou ouvert/fermé, mais encore trou un quart/à demi/trois quarts ouvert. 
Ceci permet des effets de jeu spectaculaires comme des glissandos sur toute la gamme, et permet aussi de bénéficier de toute la délicatesse et de la subtilité fine et variée du toucher direct du doigt sur l’arête des trous. 
Ceci ouvre donc à l'inventivité des musiciens des techniques de jeu qui sont propres à la quena, en plus de la mise en jeu de la plupart des techniques possibles sur la flûte traversière, qui sont aussi accessibles à la quena au prix d'une adaptation aux spécificités de l'instrument (voir les sections « Volume sonore  », « Vélocité  » et «  Techniques particulières contemporaines » de l'article consacré à la flûte traversière) : bien sûr toutes les techniques habituelles de vibrato, trille et trémolo, mais aussi notamment des techniques plus rares comme le flattement, le jeu des harmoniques par over-blowing (ou non), le slap, le flatterzunge (ou frullato en italien), ainsi que plusieurs techniques multiphoniques (dont même le growl). La quena permet aussi le jeu “murmuré” ou “chuchoté” (c'est-à-dire des notes détimbrées, où l'effet de souffle est prépondérant pour le son mais où sa hauteur — donc la mélodie — reste perceptible), même si ce jeu est plus fréquent avec les flûtes de Pan.
D'autant que la quena s'est ouverte depuis son origine folklorique dans la musique des Andes à toutes les musiques du monde, dont le jazz, la musique classique européenne, le flamenco, le tango et bien sûr toutes les musiques latines, et encore les musiques orientales où elle rejoint le shakuhachi japonais et le xiao chinois, ses cousins d’Extrême-Orient.

## Doigté
E = Encoche

P = Pouce
● = Trou fermé

○ = Trou ouvert

◒ = Trou demi-fermé
Première octave :
- Sol : E P●|●●●|●●●
- Sol# : E P●|●●●|●●◒
- La : E P●|●●●|●●○
- La# : E P●|●●●|●◒○
- Si : E P●|●●●|●○○
- Do : E P●|●●●|○○○
- Do# : E P●|●●◒|○○○
- Ré : E P●|●●○|○○○
- Ré# : E P●|●◒○|○○○
- Mi : E P●|●○○|○○○
- Fa : E P●|◒○○|○○○
- Fa# : E P●|○○○|○○○

## Dimension mythique et symbolique de l'instrument
On sait que les sociétés pastorales, comme celles de la Grèce antique ou du Croissant fertile, ont souvent développé un art de la flûte, peut-être parce les harmoniques du son de la flûte sont réputées éloigner les prédateurs des troupeaux, notamment les grands félins, qui les détestent, peut-être parce qu'ils en perçoivent des fréquences que l'oreille humaine ne perçoit pas, et qui leur sont désagréables, là où l'homme n'entend que la richesse du timbre musical.
Or les peuples andins sont bergers de lamas (pour le bât et la viande) et d'alpacas (pour la laine) depuis la plus haute antiquité, et, comme l'a dit le Professeur Ramón Rúpac Inclan, les Andes sont vraiment la patrie des flûtes. Les flûtes y étaient à l'origine aussi liées à des rituels agricoles (cérémonies de fécondation de la terre), et jusqu'à une période récente, elles étaient réservées à l'usage des hommes (leur utilisation par les femmes étant réputée porter malheur). Ceci pour la raison que la Kena est assimilée au souffle de vie primordial et particulièrement au chant amoureux, vecteur d’élan vital et "messager" du désir masculin, comme le dit Nicole Fourtané dans son article du numéro 19 de la revue América (les Cahiers du CRICCAL), Année 1997, p. 206 :

« Soulignons au passage, […] que la quena, toujours jouée [traditionnellement] par des hommes [ce n’est plus le cas aujourd’hui, NDLR], est perçue dans la culture andine comme un symbole de vie et qu’elle est le moyen privilégié par lequel l’amoureux exprime son amour à celle qu’il veut prendre pour femme. »

Ce message d'amour, porté par le timbre exceptionnel de la Kena, était réputé irrésistible pour celle à qui le message est destiné, ainsi qu'en témoigne une légende rapportée par Inca Garcilaso de la Vega au XVIe siècle et reprise ici par Max Calloapaza Ortega :

« Garcilaso de la Vega relate une légende associée à la quena : "un espagnol rencontra une nuit à une heure très tardive, au Cuzco, une indienne qu’il connaissait, et comme il voulait la ramener à son auberge, l’indienne lui dit : « Seigneur, laisse-moi aller où je cours ; sache que cette flûte, que tu entends dans la colline, m’appelle avec tellement de passion et de tendresse, que d’une certaine manière elle me force à aller là-haut ; sur ta vie, laisse-moi car je ne peux m’empêcher d’y aller, l’amour m’y emporte irrésistiblement »". »

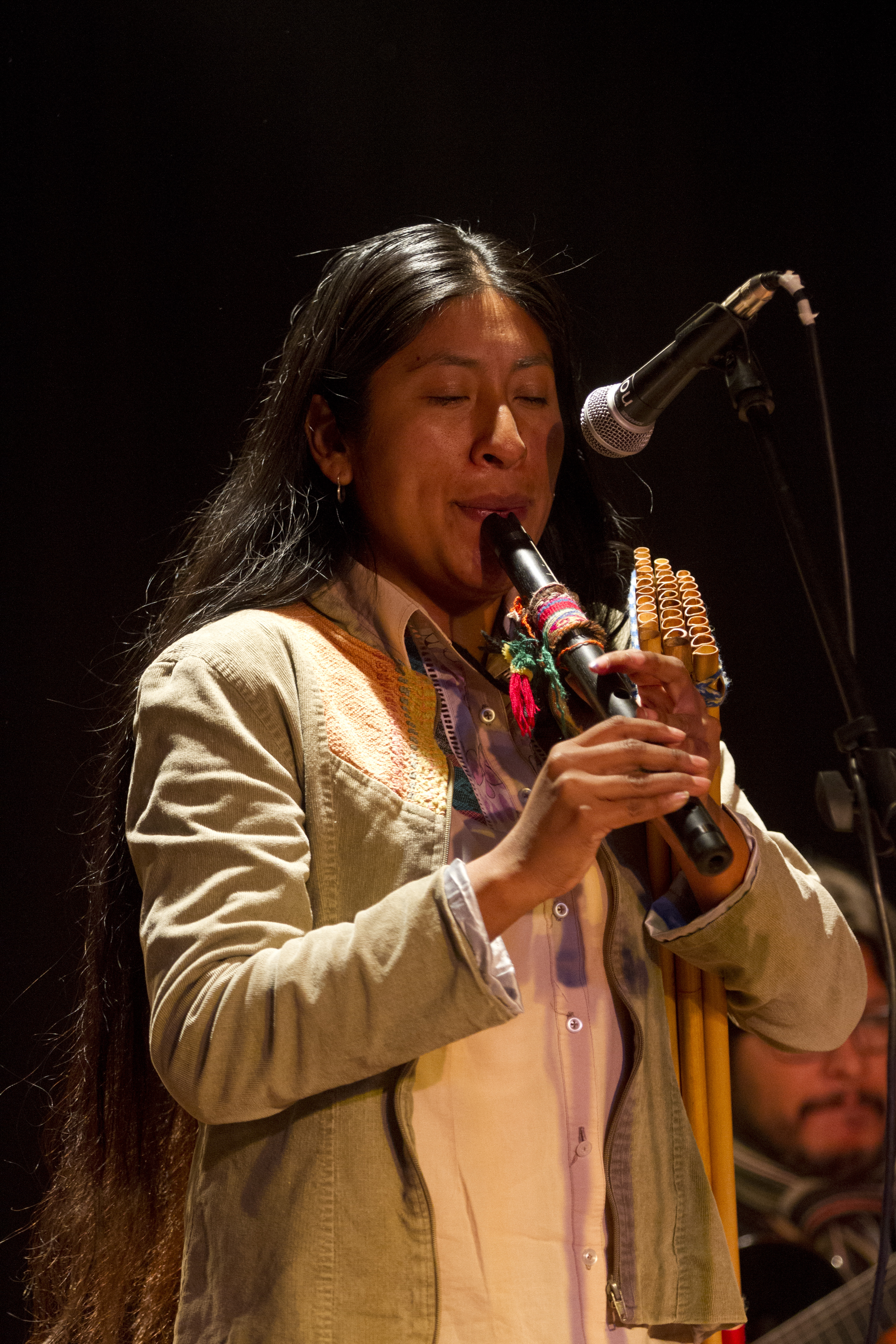
Micaela Chauque joue ici de la Kena au festival Huella argentina (« Empreinte argentine ») à Tilcara, province de Jujuy, en 2015.

Fort heureusement, de nos jours, tout au moins dans l'ère urbaine, les kénistes virtuoses se recrutent aussi parmi les femmes ; par exemple, la kéniste argentine de la Province de Salta : Mariana Cayón, aujourd'hui de renommée internationale ; elle a été lauréate de prix prestigieux dans la catégorie soliste instrumentale, notamment au Festival de Música Popular Argentina de Baradero (province de Buenos-Aires) [prix Revelación Baradero 2001 et Consagración Baradero 2004], ainsi qu'au Festival National de Folklore de Cosquín (es) [prix "Consagración Cosquín 2009" (Consécration Cosquín 2009)] où elle est régulièrement invitée depuis 2008.
On peut citer encore la compositrice, flûtiste (quena et siku) et auteure de Coplas : Micaela Chauque (es). Elle est elle aussi originaire de la Province de Salta, du Nord-Ouest argentin dans les Andes, née dans la communauté aborigène (Kolla) de Finca Santiago, départament d'Iruya (Salta), et aujourd'hui fixée au village de Tilcara, au cœur de la Quebrada de Humahuaca (Province de Jujuy du même Nord-Ouest argentin), région de riche folklore déclarée Patrimoine Culturel et Naturel de l'Humanité en 2003 par l'UNESCO, et dont est originaire un autre grand kéniste : Uña Ramos. Elle a reçu, lors de la remise des Prix Gardel, le Prix du Meilleur Album Folklorique d'une Artiste Féminine de l'année (2019) pour son travail discographique intitulé "Jallalla".

### Sources et liens externes
- (en) S. Sadie, The New Grove Dictionary of Musical Instruments, Macmillan, London, 1985.
- Malena Kuss, Music in Latin America and the Caribbean: An Encyclopedic History, University of Texas Press, 2004.
- Le son de la quena de "Los Koyas" : .